# Hiroshi Kiyotake
Hiroshi Kiyotake (jap. 清武 弘嗣, Kiyotake Hiroshi; * 12. November 1989 in Ōita, Präfektur Ōita) ist ein japanischer Fußballspieler.

## Karriere

### Verein
Der in der Präfektur Ōita geborene Kiyotake spielte von 2002 bis 2003 für den FC Katiora, ab 2004 in der U-15-Jugendmannschaft von Ōita Trinita. Sein Debüt im Profifußball gab Kiyotake mit 17 Jahren am 9. August 2008 für Ōita Trinita in der J.-League-Partie gegen Shimizu S-Pulse, als er in der 78. Minute für Yoshiaki Fujita eingewechselt wurde. Nur wenige Minuten nach seiner Einwechslung machte Kiyotake das Tor zum 2:2-Ausgleich und somit sein erstes Tor im Profifußball. Er hatte es am Ende der Saison auf acht Einsätze gebracht, war aber nur sporadisch zum Einsatz gekommen. In der nächsten J.-League-Saison kam Kiyotake auf 23 Einsätze und erzielte dabei drei Treffer. In der besagten Saison stieg Ōita Trinita aus der J. League ab. Durch den Abstieg und wegen der finanziellen Verschlechterung verließ er Trinita und unterschrieb 2010 einen Vertrag beim Aufsteiger Cerezo Osaka. In seiner Debüt-Saison für Cerezo erzielte Kiyotake vier Treffer. Am 14. September 2011 im Hinspiel des Sechzehntelfinales der AFC Champions League gelangen Kiyotake zwei Treffer gegen den K-League-Klub Jeonbuk Hyundai Motors und Cerezo gewann das Spiel mit 4:3. Im Rückspiel spielte er trotz einer Verletzung von Beginn an. Cerezo verlor das Spiel mit 1:6 und Kiyotake wurde im Verlauf des Spiels ausgewechselt.
In der Sommerpause 2012 wechselte Kiyotake zum 1. FC Nürnberg. Er unterschrieb einen Vertrag über vier Jahre bis zum 30. Juni 2016. Am 25. August 2012 (1. Spieltag), als der FCN mit 1:0 beim Hamburger SV gewann, debütierte Kiyotake über 90 Minuten in der Bundesliga; am 15. September 2012 (3. Spieltag) beim 3:2-Sieg über Borussia Mönchengladbach erzielte er mit dem Siegtreffer in der 55. Minute auch sein erstes Bundesligator.
Nachdem Nürnberg in der Saison 2013/14 in die zweite Liga abgestiegen war, wechselte Kiyotake im Juli 2014 zu Hannover 96. Bei den Niedersachsen unterzeichnete er einen bis zum 30. Juni 2018 laufenden Vertrag.
Kiyotake spielte ab der Saison 2016/17 für den FC Sevilla. Sein Vertrag lief ursprünglich bis 2020.
Nach nur einem halben Jahr in Sevilla, kehrte Kiyotake im Januar 2017 nach Japan zurück und schloss sich seinem Ex-Klub Cerezo Osaka an. Im Juli 2024 wechselte er auf Leihbasis zum ebenfalls in der ersten Liga spielenden Sagan Tosu. Am Ende der Saison 2024 belegte er mit Sagan Tosu den letzten Tabellenplatz und musste somit in die zweite Liga absteigen. Nach dem Abstieg kehrte er zu Cerezo zurück. Hier wurde sein Vertrag nicht verlänhgert und er wechselte zum Zweitligisten Ōita Trinita.

### Nationalmannschaft
Am 10. August 2011 im Testspiel gegen Südkorea gab Kiyotake im Sapporo Dome sein Debüt für die japanische Fußballnationalmannschaft. Kiyotake wurde in der 36. Minute für Shinji Okazaki eingewechselt und hatte Shinji Kagawa und Keisuke Honda jeweils einen Treffer aufgelegt. In seinem zweiten Länderspieleinsatz für Japan gegen Nordkorea im Rahmen der Fußball-Weltmeisterschaft Qualifikation 2014 bereitete Kiyotake in der Nachspielzeit das Siegtor von Maya Yoshida vor. Sein Startelf-Debüt gab Kiyotake am 15. November im Rückspiel gegen Nordkorea.
Kiyotake spielte auch beim U23-Qualifikationsturnier für die Olympischen Sommerspiele 2012. 2012 stand er im Kader für die Olympischen Spiele und kam in allen sechs Spielen zum Einsatz. Im Spiel um Platz 3 unterlag die Mannschaft Südkorea mit 0:2.
Bei der WM 2014 in Brasilien kam er lediglich im letzten Gruppenspiel gegen Kolumbien zum Einsatz. Japan schied mit nur einem Punkt aus drei Spielen bereits nach der Vorrunde aus.

## Erfolge
Cerezo Osaka
- Japanischer Ligapokalsieger: 2017
- Japanischer Pokalsieger: 2017
- Japanischer Supercup-Sieger: 2018